# Hi3 Strelca
Hi3 Strelca, (mednarodno Hi3 Sagittarii ali χ3 Sagittarii) je Soncu podobna, oranžno nasičena zvezda v zodiakalnem ozvezdju Strelca. S prostim očesom je megleno vidna zaradi navidezne magnitude 5,45. Zaradi paralakse in s tem premika 6,53 mas (miliarksekund) se nahaja na oddaljenosti okoli 500 svetlobnih let od Sonca. Od Zemlje se oddaljuje s hitrostjo okoli +36,9 km/s.
Zvezda je stara orjakinja tipa K z zvezdno klasifikacijo K3III. Je optično spremenljiva zvezda, ki svojo magnitudo spreminja od 5,42 do 5,46. Na infrardečih valovnih dolžinah ima večje spremembe v siju s periodo 505 dni. Zvezda se napihne na okoli 37-kraten sončev polmer in seva 301-krat več kot Sonce s površinsko temperaturo 4 040 K.